# Тридцать три Ориенталес
Тридцать три «Ориенталес» (исп. Treinta y Tres Orientales, букв. «Тридцать три из Восточной полосы») — группа повстанцев, чьи действия привели в итоге к образованию независимого государства Уругвай.

## Предыстория
В 1810 году в результате Майской революции вице-королевство Рио-де-ла-Плата провозгласило независимость, став государством Соединённые провинции Южной Америки. В 1813 году на территории Восточной полосы была образована Восточная провинция с административным центром в Монтевидео. В 1817 году Восточная провинция была оккупирована Соединённым королевством Португалии, Бразилии и Алгарве. 18 июля 1821 года Восточная полоса была официально аннексирована Бразилией и получила название Сисплатина; при этом северные части Восточной полосы были присоединены к другим бразильским штатам.

## Ход событий
После того, как бразильцы одержали победу, потерпевший поражение глава Восточной провинции Хосе Хервасио Артигас в 1820 году удалился в самоизгнание в Парагвай. Один из его бывших соратников — Хуан Антонио Лавальеха — в 1823 году прибыл в Буэнос-Айрес, и начал формировать экспедицию для изгнания бразильцев из Восточной полосы и воссоединения Восточной провинции с Соединёнными провинциями Южной Америки. Его поддержали крупные местные фермеры во главе с Хуаном Мануэлем де Росасом.
15 апреля 1825 года Лавальеха и его люди отплыли из Сан-Исидро и, проскользнув мимо бразильской флотилии, под покровом темноты в ночь на 19 апреля высадились на восточном берегу реки Уругвай на пляже Аграсиада, где водрузили Флаг Тридцати трёх Ориенталес. Двинувшись вглубь страны и поднимая по пути народ против бразильской власти, они 20 мая 1825 года прибыли в Монтевидео.
14 июня 1825 года в городке Флорида собрался Флоридский конгресс, который 25 августа провозгласил независимость Восточной провинции от Бразилии и её вхождение в состав Соединённых провинций Южной Америки. В ответ 10 декабря Бразилия объявила войну Соединённым провинциям. Так началась Аргентино-бразильская война, итогом которой стало образование независимого Уругвая.